# پل ایمکه
پل ایمکه (انگلیسی: Paul Imke; ۸ مارس ۱۸۹۲ – ۳ آوریل ۱۹۶۴) بازیکن فوتبال اهل آلمان بود.
از باشگاه‌هایی که در آن بازی کرده‌است می‌توان به باشگاه فوتبال هانوفر ۹۶ اشاره کرد.